# Nick Robinson
Nicholas John Robinson (Seattle, Washington; 22 de marzo de 1995) es un actor estadounidense. De niño, apareció en las producciones teatrales de 2008 de A Christmas Carol y Mame, y luego actuó en la serie de televisión Melissa & Joey (2010–15). Luego pasó a desempeñar un papel secundario en la película de ciencia ficción Jurassic World (2015), y asumió un papel de protagonista en varios dramas adolescentes, incluyendo The Kings of Summer (2013), The 5th Wave (2016), Everything, Everything (2017), y Love, Simon (2018).

## Primeros años
Robinson nació el 22 de marzo de 1995 en Seattle, Washington. Tiene cuatro hermanos menores y dos medio hermanos mayores del matrimonio anterior de su padre. Su madre es Denise Podnar. Se graduó de la Campbell Hall School en 2013. Fue aceptado en la Escuela Gallatin de Estudios Individualizados de la Universidad de Nueva York, pero pospuso su primer año para trabajar en otra temporada de Melissa & Joey.

## Carrera
Hizo su debut profesional a la edad de once años con un papel en la adaptación teatral de la novela de Charles Dickens A Christmas Carol. El cazatalentos, Matt Casella, lo recomendó a algunas agencias y Robinson finalmente firmó con Savage Agency en Los Ángeles. Debido a la huelga del Gremio de Escritores de América de 2007–08, la familia de Robinson regresó a Washington donde continuó actuando en los escenarios de Seattle.
En 2010, Robinson fue elegido para el papel de Ryder Scanlon, sobrino del personaje de Melissa Joan Hart en la sitcom de ABC Family , Melissa & Joey, interpretando al personaje hasta su cancelación en 2015.
En 2011, mientras estaba en hiatus de Melissa & Joey, Robinson comenzó a filmar la película original de Disney Channel Frenemies junto a Bella Thorne y Zendaya; Robinson hizo el papel de Jake Logan. Frenemies se estrenó en enero de 2012 en Disney Channel.
En 2012, Robinson fue elegido para el papel principal de Joe Toy en la película The Kings of Summer del director Jordan Vogt-Roberts. También fue actor invitado en el episodio "Blue Bell Boy", durante la tercera temporada de la serie de HBO Boardwalk Empire. También comenzó a aparecer en una serie de comerciales de televisión para Cox Communications titulada "Buffer Time is Bonding Time."

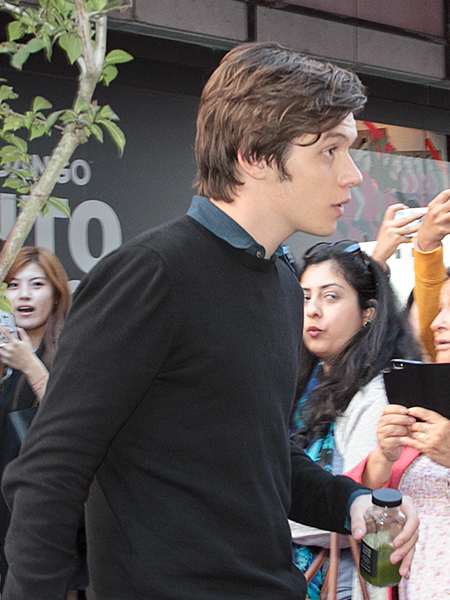
Nick Robinson en festival en 2015

A finales de 2013, Robinson fue elegido para Jurassic World, que se estrenó en 2015. Él coprotagonizó con Ty Simpkins, interpretando a un par de hermanos que visitan a su tía interpretada por Bryce Dallas Howard en Jurassic World. Interpretó a Ben Parish en la adaptación cinematográfica de la novela The 5th Wave, que se lanzó en enero de 2016. Estos papeles lo hicieron inaccesible para múltiples episodios de la última temporada de Melissa & Joey, pero regresó para los últimos tres episodios.
Interpretó el papel principal en la película independiente Being Charlie, que se estrenó en el Festival Internacional de Cine de Toronto 2015; la película fue lanzada en cines en 2016.
En 2017 protagonizó la película de comedia y drama de Krystal, y como Olly en Everything, Everything, una adaptación cinematográfica de la novela homónima.

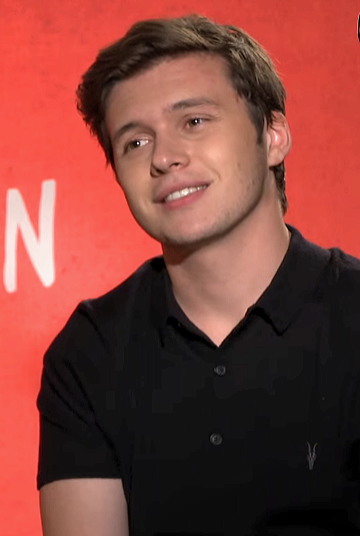
Nick Robinson in an interview in 2018

En 2018, Robinson interpretó a Simon Spier en la película de drama adolescente Love, Simon. La película fue considerada innovadora porque fue la primera película de estudio importante que se enfocó en un romance gay. La actuación de Robinson como Simon obtuvo la aclamación de la crítica. Después de leer el guion, Robinson reveló que rompió su propia regla para no seguir haciendo películas sobre la escuela secundaria porque creía tanto en la importancia de la película.
En 2019 coprotagonizó la tercera versión cinematográfica de Native Son (Hijo nativo) de Richard Wright.

## Filmografía

### Cine
| Año  | Título                  | Rol                 | Notas                        |
| ---- | ----------------------- | ------------------- | ---------------------------- |
| 2009 | CC 2010                 | Padre de CC (joven) | Cortometraje                 |
| 2013 | The Kings of Summer     | Joe Toy             |                              |
| 2015 | Jurassic World          | Zach Mitchell       |                              |
| 2015 | The Cav Kid             | Punk Kid            | Cortometraje                 |
| 2015 | Being Charlie           | Charlie Mills       |                              |
| 2016 | The 5th Wave            | Ben Parish          |                              |
| 2017 | Kong: La Isla Calavera  | Huésped Bar #2      | Cameo                        |
| 2017 | Everything, Everything  | Olly Bright         |                              |
| 2017 | Krystal                 | Taylor Ogburn       |                              |
| 2018 | Love, Simon             | Simon Spier         |                              |
| 2019 | Native Son              | Jan Erlone          |                              |
| 2019 | Strange but True        | Phillip Chase       |                              |
| 2020 | Shadow in the Cloud     | Stu Beckell         | Cortometraje                 |
| 2021 | Silk Road (película)    | Ross Ulbricht       |                              |
| 2023 | Shadow Brother Sunday   | Jacob               | Cortometraje                 |
| 2024 | Damsell                 | Príncipe Enrique    | Película original de Netflix |
| 2024 | Snack Shack             | Shein               | Anunciada                    |
| TBA  | Turn Me On              | —                   | Posproducción                |
| TBA  | The Language of Flowers | Grant               | Pre-producción               |
| TBA  | Weetzie Bat             | Max                 | Anunciada                    |

### Televisión
| Año       | Título                        | Rol                 | Notas                                                        |
| --------- | ----------------------------- | ------------------- | ------------------------------------------------------------ |
| 2010–2015 | Melissa & Joey                | Ryder Scanlon       | Elenco principal; 89 episodios                               |
| 2012      | Frenemies                     | Jake Logan          | Película original de Disney Channel                          |
| 2012      | Boardwalk Empire              | Rowland Smith       | Episodio: «Blue Bell Boy»                                    |
| 2020–2021 | Love, Victor                  | Simon Spier         | Productor y Recurrente (voz) Invitado, episodio «Boys' Trip» |
| 2020      | A Teacher                     | Eric Walker         | Elenco principal; 10 episodios                               |
| 2021      | La asistenta                  | Sean Boyd           | Elenco principal; 10 episodios                               |
| 2023      | History of the World, Part II | Robert Todd Lincoln | Episodios: "I", "II", "V", "VI"                              |

### Videojuegos
| Año  | Título              | Rol           | Notas |
| ---- | ------------------- | ------------- | ----- |
| 2015 | Lego Jurassic World | Zach Mitchell | Voz   |
| 2015 | Lego Dimensions     | Zach Mitchell | Voz   |

### Teatro
| Año       | Título                | Rol            | Teatro             |
| --------- | --------------------- | -------------- | ------------------ |
| 2007      | To Kill a Mockingbird | Jem Finch      | Intiman Playhouse  |
| 2007      | A Christmas Carol     | Ensemble       | ACT Theatre        |
| 2007–2008 | A Christmas Carol     | Ensemble       | ACT Theatre        |
| 2008      | Mame                  | Patrick Dennis | 5th Avenue Theatre |
| 2009      | A Thousand Clowns     | Nick Burns     | Intiman Playhouse  |
| 2010      | Lost in Yonkers       | Arty Kurnitz   | Village Theatre    |
| 2019–2020 | To Kill a Mockingbird | Jem Finch      | Shubert Theatre    |

## Premios y nominaciones
| Año  | Trabajo nominado    | Premio                               | Categoría                                                         | Resultado |
| ---- | ------------------- | ------------------------------------ | ----------------------------------------------------------------- | --------- |
| 2013 | The Kings of Summer | Premios Phoenix Film Critics Society | Mejor Actuación juvenil en un papel principal o de apoyo - Hombre | Nominado  |
| 2015 | Jurassic World      | Premio Young Entertainer             | Mejor Actor juvenil en un papel principal - Largometraje          | Nominado  |
| 2018 | Love, Simon         | MTV Movie & TV Awards                | Mejor beso (compartido con Keiynan Lonsdale)                      | Ganador   |